# Julia Hauke

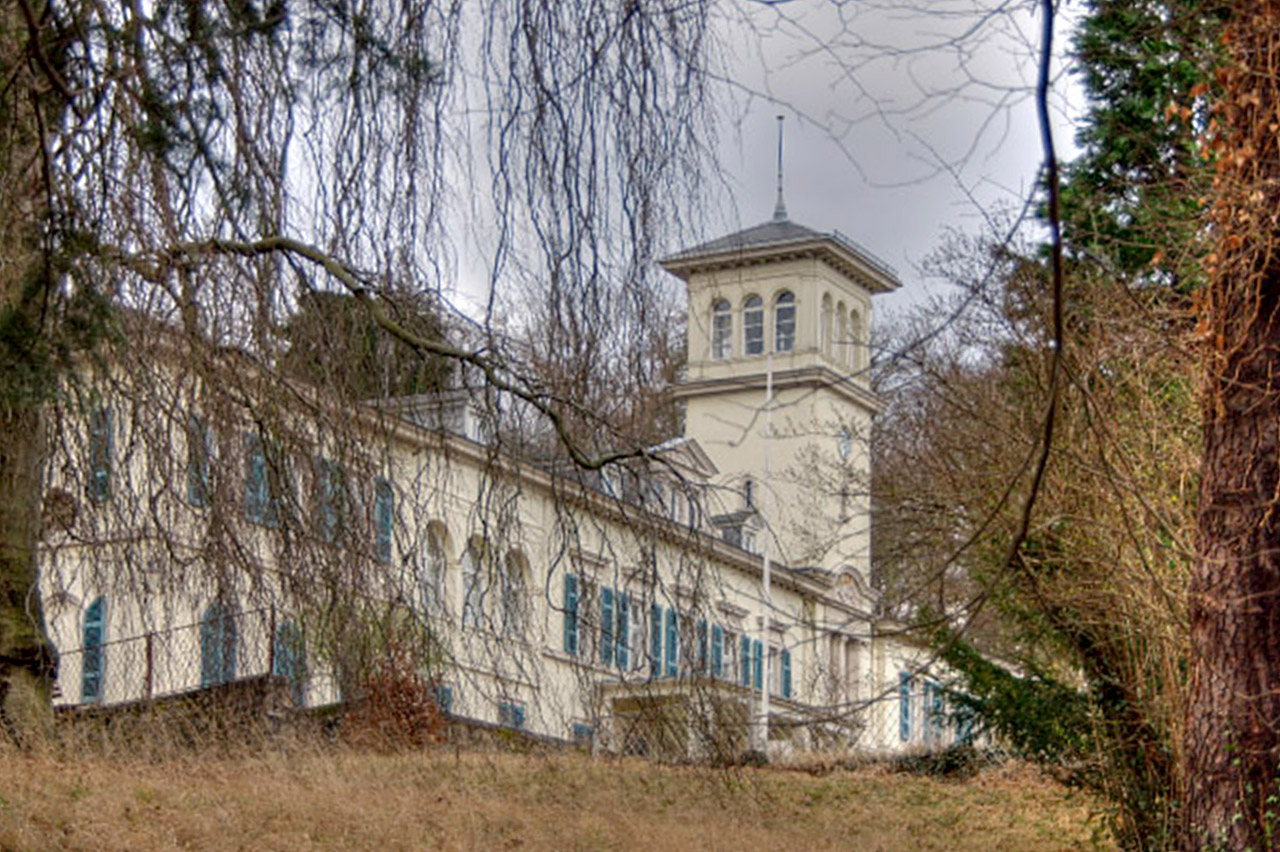
Zameczek Heiligenberg, siedziba rodziny do 1920

Julia Teresa Salomea von Hauke (ur. 12 listopada 1825 w Warszawie, zm. 19 września 1895 na zamku Heiligenberg w Jugenheim) herbu własnego (Bosak) – morganatyczna żona księcia Aleksandra Heskiego, matka Aleksandra I – księcia Bułgarii.
Julia Teresa von Hauke była córką hr. Maurycego Haukego i Zofii Lafontaine. Jej rodzeństwem byli:
1. Maurycy Napoleon (1808–1852)
2. Teodor (1810–?) – oficer powstania listopadowego
3. Zofia Teresa Salomea (~1810–1861), późniejsza żona jej kuzyna Aleksandra Jana Hauke. Małżeństwo to doczekało się co najmniej siedmiorga dzieci, spośród których: Maria Salomea Aleksandra wyszła za chirurga Juliana Kosińskiego, a Zygmunt Karol Florian ożenił się z Zofią Klementyną Kostecką, wnuczką Franciszka Kosteckiego
4. Władysław Leopold Maurycy (1812–1841) – oficer powstania listopadowego
5. Józef (1814–1831) – oficer powstania listopadowego
6. Aleksander (~1820–1841)
7. Emilia Wiktoria Joanna (1821–1890)[1].

Julia Teresa została damą dworu carowej Marii, gdzie poznała jej brata, księcia Aleksandra von Hessen-Darmstadt. Ponieważ car nie zaakceptował ich związku, wyjechali do Wrocławia, gdzie pobrali się 28 października 1851 w Kościele Dworskim (ewangelicko-reformowanym). Julia w tym czasie była w szóstym miesiącu ciąży. Nie pochodziła z rodu panującego i małżeństwo było morganatyczne, więc jej potomstwo nie miało praw do tytułów dziedziczonych po ojcu. Szwagier – wielki książę Ludwik III – nadał jej i potomstwu tytuł książąt Battenberg.
Zmarła w zamku Heiligenberg, gdzie razem z mężem Aleksandrem mieszkali od 1852.
Julia i Aleksander mieli pięcioro dzieci:
1. Maria Karolina (ur. 15 lutego 1852, zm. 20 lipca 1923)
2. Ludwik Aleksander (ur. 24 marca 1854, zm. 11 września 1921)
3. Aleksander Józef (ur. 5 kwietnia 1857, zm. 17 listopada 1893)
4. Henryk Maurycy (ur. 5 października 1858, zm. 20 stycznia 1896)
5. Franz Josef (ur. 24 września 1861, zm. 31 lipca 1924)

Najstarszy syn Julii, Ludwik Aleksander, otrzymał brytyjskie obywatelstwo. Podczas I wojny światowej zmienił nazwisko na Mountbatten (tłumaczenie niemieckiego Battenberg). Podobnie postąpili synowie Henryka Maurycego. Ta gałąź rodziny zrezygnowała z niemieckich tytułów. Król Jerzy V nadał im brytyjskie szlachectwo: Ludwik, żonaty z kuzynką Wiktorią Heską (1863–1950) został markizem Milford Haven, Aleksander, syn Henryka, markizem Carisbrooke, ale nie miał synów i tytuł wygasł z jego śmiercią w 1960. Młodszy syn Ludwika, Louis Mountbatten, ostatni wicekról Indii, otrzymał tytuły wicehrabiego Mountbatten i później hrabiego (earl) „Mountbatten of Burma”. I on nie posiadał synów, ale po jego śmierci królowa Elżbieta II nadała tytuł „Countess of Burma” jego starszej córce Patrycji (ur. 1924) i zezwoliła na jego dziedziczenie w linii żeńskiej.
Głową rodu Battenberg-Mountbatten jest obecnie prawnuk Ludwika Aleksandra, Jerzy (George), 4. markiz Milford Haven, ur. 1961.
Prapraprawnukiem Julii von Hauke (przez jej wnuczkę Wiktorię Eugenię, królową Hiszpanii) jest król Hiszpanii, Filip VI. Jej praprawnukiem jest obecny król Wielkiej Brytanii, Karol III.